# Ian Wrigglesworth
 (mai 2021).
Ian William Wrigglesworth, baron Wrigglesworth (né le 8 décembre 1939) est un pair libéral démocrate.

## Éducation
Il est né à Stockton-on-Tees, grandit à Norton-on-Tees et fait ses études à la Stockton Grammar School, au Stockton-Billingham Technical College et au College of St Mark and St John, Chelsea.

## Carrière politique
Entre 1974 et 1983, Wrigglesworth est député travailliste et coopératif de Thornaby. Il est l'un des membres fondateurs du Parti social-démocrate (SDP) en 1981 et est ensuite élu député SDP pour Stockton South de 1983 à 1987, date à laquelle il perd son siège.
En 1988, il devient le premier président des libéraux démocrates et est président du conseil national des libéraux démocrates jusqu'en février 2012, date à laquelle il devient trésorier national.
Peu de temps après avoir été élu au Parlement, Wrigglesworth devient un membre fondateur du Manifesto Group et avec John Cartwright aide à fonder la Campagne pour la Victoire du Travail sous la direction de Bill Rodgers. De 1974 à 1979, il est secrétaire privé parlementaire du ministre de l'Intérieur, Roy Jenkins, et lorsque le parti travailliste revient dans l'opposition en 1979, il est nommé ministre fantôme de la fonction publique par James Callaghan. Cependant, Wrigglesworth devient de plus en plus critique par le virage à gauche du parti travailliste et fait partie du noyau des députés travaillistes qui envisagent de quitter le parti en 1979 et 1980. En 1981, Wrigglesworth est l'un des membres fondateurs du SDP et avec Mike Thomas organise le lancement du nouveau parti en mars 1981.
Wrigglesworth est l'un des six seuls députés du SDP à être réélu à la Chambre des communes aux élections générales de 1983, lorsqu'il remporte de justesse la circonscription nouvellement créée de Stockton South par 102 voix. Aux élections générales de 1987, il est battu par le candidat conservateur, Tim Devlin, par 774 voix.
Après la fusion du SDP et des libéraux, Wrigglesworth est élu premier président des nouveaux sociaux et libéraux démocrates en 1988 et connait un mandat tumultueux de deux ans en tant que président, où il guide le nouveau parti à travers une crise financière, la désastreuse campagne lors de l'élection parlementaire européenne de 1989 et de son changement de nom en libéral démocrate. Wrigglesworth est fait chevalier en 1991 et, bien qu'il ait été actif dans le milieu des affaires dans le Nord-Est depuis ce temps, il conserve son engagement avec les démocrates libéraux. Il reçoit un doctorat honorifique en musique de l'Université de Northumbria en décembre 2011 et un doctorat honorifique en administration des affaires de l'Université de Teesside en octobre 2012.
Lors de la conférence de printemps des libéraux démocrates en 2012, tenue au Sage Gateshead, il est nommé au poste de trésorier du parti, qu'il occupe jusqu'en décembre 2015.
Il est élevé à la Chambre des Lords en août 2013 et le 5 septembre 2013, il est créé pair à vie, en tant que baron Wrigglesworth, de Norton-on-Tees dans le comté de Durham.

## Carrière
Avant de devenir député, il travaille dans la City à la National Giro Bank et commence sa vie professionnelle à Middlesbrough à la Midland Bank. Il est un ancien président de la CBI de la région du Nord et est président fondateur du Northern Business Forum.
Jusqu'en février 2012, Wrigglesworth est vice-président du Comité consultatif du Fonds de croissance régional du gouvernement, qui est présidé par Lord Heseltine et nommé par le gouvernement pour examiner les offres. Il est président d'une société immobilière basée à Durham et président du port de Tyne jusqu'en août 2012. De 1995 à janvier 2009, il est président exécutif de UK Land Estates et auparavant vice-président exécutif du groupe Livingston basé à Teesside et directeur exécutif de sa société associée Fairfield Industries. De 1996 à 2000, il est président de la société de politique publique Prima Europe, puis président de son successeur, GPC, après le rachat de Prima par Omnicom. Il est également administrateur non exécutif de plusieurs autres sociétés privées et publiques.
Il est président fondateur de la NewcastleGateshead Initiative, le partenariat secteur privé / public responsable du marketing de destination de Newcastle et Gateshead et de son offre pour la capitale européenne de la culture 2008, qui est remportée par Liverpool. De 2005 à 2009, il est président du Baltic Center for Contemporary Art à Gateshead. Sous sa présidence, les finances sont restructurées. Son rôle est critiqué pour avoir nommé le directeur controversé Peter Doroshenko et avoir déclaré que les critiques du personnel contre le directeur étaient une "tempête dans une tasse de thé" . Un certain nombre d'expositions controversées ont lieu à cette époque. Après le départ de Dorochenko, il est alors responsable de la nomination de Godfrey Wordsdale, et des discussions avec l'Université de Northumbria sont engagées, ce qui conduit au partenariat actuel entre les deux institutions.
Jusqu'en 2002, il est vice-président des gouverneurs de l'Université de Teesside (anciennement Teesside Polytechnic).

## Vie privée
Il est marié à Tricia, qui est une visiteuse de santé, et a deux fils et une fille.